# Кубок вызова ФИБА 2014/2015. Группа B
В этой статье представлено положение команд и результаты матчей в группе B регулярного сезона Кубка вызова ФИБА 2014/2015.

## Команды
| Корзина жеребьёвки | Команда          | Город     | Страна   | Последнее участие | 2013/2014  | 2013/2014 | 2013/2014 | Арена                                 | Вместимость |
| Корзина жеребьёвки | Команда          | Город     | Страна   | Последнее участие | Лига       | Поз.      | Плей-офф  | Арена                                 | Вместимость |
| ------------------ | ---------------- | --------- | -------- | ----------------- | ---------- | --------- | --------- | ------------------------------------- | ----------- |
| 1                  | Тарту            | Тарту     | Эстония  | 2013/14           | KML        | 2-е       | ПФ        | Дворец спорта Тартуского университета | 3 000       |
| 2                  | Кёрменд          | Кёрменд   | Венгрия  | 2013/14           | NB I/A     | 8-е       | ЧФ        | Сентей Арена                          | 1 800       |
| 3                  | Энергия Ровинари | Тыргу-Жиу | Румыния  | н/д               | Дивизион A | 8-е       | ЧФ        | Дворец спорта Тыргу-Жиу               | 1 500       |
| 4                  | Академик         | София     | Болгария | 2010/11           | NBL        | 1-е       | ПФ        | Армеец                                | 12 395      |

## Положение команд
|  | Две лучшие команды выходят в Топ-16.    |
|  | Две худшие команды выбывают из турнира. |

| №  | Команда          | И | В | П | ОЗ  | ОП  | +/- | ЛВ      |
| -- | ---------------- | - | - | - | --- | --- | --- | ------- |
| 1. | Тарту            | 6 | 4 | 2 | 428 | 420 | +8  |         |
| 2. | Энергия Ровинари | 6 | 3 | 3 | 428 | 435 | –7  | 1–1 (0) |
| 3. | Кёрменд          | 6 | 3 | 3 | 447 | 460 | –13 | 1–1 (0) |
| 4. | Академик         | 6 | 2 | 4 | 447 | 435 | +12 |         |

## Результаты

### 1-й тур
| 4 ноября 2014 17:45 | Отчёт | Академик                       | 75:80    | Кёрменд                          | «Армеец», София Зрителей: 1 100 Судьи: Марек Малишевский, Жоан Жанно, Милан Недович |
| 4 ноября 2014 17:45 | Отчёт | 24:14, 14:29, 16:17, 21:20     |          |                                  | «Армеец», София Зрителей: 1 100 Судьи: Марек Малишевский, Жоан Жанно, Милан Недович |
| 4 ноября 2014 17:45 | Отчёт | Чарльз Томас 33                | Очки     | Райан Ричардс 28                 | «Армеец», София Зрителей: 1 100 Судьи: Марек Малишевский, Жоан Жанно, Милан Недович |
| 4 ноября 2014 17:45 | Отчёт | Тенчо Банев, Чарльз Томас по 8 | Подборы  | Райан Ричардс, Уолтер Лемон по 7 | «Армеец», София Зрителей: 1 100 Судьи: Марек Малишевский, Жоан Жанно, Милан Недович |
| 4 ноября 2014 17:45 | Отчёт | Шаро Карри 7                   | Передачи | Уолтер Лемон 5                   | «Армеец», София Зрителей: 1 100 Судьи: Марек Малишевский, Жоан Жанно, Милан Недович |

| 4 ноября 2014 19:00 | Отчёт | Энергия Ровинари          | 74:56    | Тарту           | Дворец спорта Тыргу-Жиу, Тыргу-Жиу Зрителей: 850 Судьи: Адемир Зурапович, Никола Перлич, Мартин Хорозов |
| 4 ноября 2014 19:00 | Отчёт | 21:15, 14:19, 11:13, 28:9 |          |                 | Дворец спорта Тыргу-Жиу, Тыргу-Жиу Зрителей: 850 Судьи: Адемир Зурапович, Никола Перлич, Мартин Хорозов |
| 4 ноября 2014 19:00 | Отчёт | Джордан Уотсон 19         | Очки     | Тимо Айхфусс 17 | Дворец спорта Тыргу-Жиу, Тыргу-Жиу Зрителей: 850 Судьи: Адемир Зурапович, Никола Перлич, Мартин Хорозов |
| 4 ноября 2014 19:00 | Отчёт | Неманья Милошевич 9       | Подборы  | Янар Талтс 8    | Дворец спорта Тыргу-Жиу, Тыргу-Жиу Зрителей: 850 Судьи: Адемир Зурапович, Никола Перлич, Мартин Хорозов |
| 4 ноября 2014 19:00 | Отчёт | Джордан Уотсон 4          | Передачи | Вальмо Крииса 4 | Дворец спорта Тыргу-Жиу, Тыргу-Жиу Зрителей: 850 Судьи: Адемир Зурапович, Никола Перлич, Мартин Хорозов |

### 2-й тур
| 11 ноября 2014 18:00 | Отчёт | Кёрменд                    | 77:76    | Энергия Ровинари  | «Сентей Арена», Кёрменд Зрителей: 1 800 Судьи: Анастасиос Манос, Борис Габара, Йенер Йилмаз |
| 11 ноября 2014 18:00 | Отчёт | 27:14, 24:27, 13:20, 13:15 |          |                   | «Сентей Арена», Кёрменд Зрителей: 1 800 Судьи: Анастасиос Манос, Борис Габара, Йенер Йилмаз |
| 11 ноября 2014 18:00 | Отчёт | Райан Ричардс 18           | Очки     | Каталин Влайку 18 | «Сентей Арена», Кёрменд Зрителей: 1 800 Судьи: Анастасиос Манос, Борис Габара, Йенер Йилмаз |
| 11 ноября 2014 18:00 | Отчёт | Райан Ричардс 7            | Подборы  | Михал Кремен 10   | «Сентей Арена», Кёрменд Зрителей: 1 800 Судьи: Анастасиос Манос, Борис Габара, Йенер Йилмаз |
| 11 ноября 2014 18:00 | Отчёт | Уолтер Лемон 10            | Передачи | Луис Дарби 4      | «Сентей Арена», Кёрменд Зрителей: 1 800 Судьи: Анастасиос Манос, Борис Габара, Йенер Йилмаз |

| 11 ноября 2014 19:00 | Отчёт | Тарту                           | 71:59    | Академик                                       | Дворец спорта Тартуского университета, Тарту Зрителей: 1 500 Судьи: Януш Цалик, Александр Романов, Станислав Кучера |
| 11 ноября 2014 19:00 | Отчёт | 15:13, 16:9, 20:10, 20:27       |          |                                                | Дворец спорта Тартуского университета, Тарту Зрителей: 1 500 Судьи: Януш Цалик, Александр Романов, Станислав Кучера |
| 11 ноября 2014 19:00 | Отчёт | Вальмо Крииса, Янар Талтс по 19 | Очки     | Терри Смит 15                                  | Дворец спорта Тартуского университета, Тарту Зрителей: 1 500 Судьи: Януш Цалик, Александр Романов, Станислав Кучера |
| 11 ноября 2014 19:00 | Отчёт | Каролис Петруконис 9            | Подборы  | Чарльз Томас 10                                | Дворец спорта Тартуского университета, Тарту Зрителей: 1 500 Судьи: Януш Цалик, Александр Романов, Станислав Кучера |
| 11 ноября 2014 19:00 | Отчёт | Танел Курбас 5                  | Передачи | Шарод Карри, Терри Смит, Александар Груев по 1 | Дворец спорта Тартуского университета, Тарту Зрителей: 1 500 Судьи: Януш Цалик, Александр Романов, Станислав Кучера |

### 3-й тур
| 18 ноября 2014 18:00 | Отчёт | Кёрменд                    | 72:79    | Тарту           | «Сентей Арена», Кёрменд Зрителей: 1 100 Судьи: Зоран Сутулович, Владислав Исаченко, Эрнад Карович |
| 18 ноября 2014 18:00 | Отчёт | 13:19, 25:11, 17:23, 17:26 |          |                 | «Сентей Арена», Кёрменд Зрителей: 1 100 Судьи: Зоран Сутулович, Владислав Исаченко, Эрнад Карович |
| 18 ноября 2014 18:00 | Отчёт | Уолтер Лемон 27            | Очки     | Янар Тальтс 18  | «Сентей Арена», Кёрменд Зрителей: 1 100 Судьи: Зоран Сутулович, Владислав Исаченко, Эрнад Карович |
| 18 ноября 2014 18:00 | Отчёт | Райан Ричардс 9            | Подборы  | Тимо Айхфусс 12 | «Сентей Арена», Кёрменд Зрителей: 1 100 Судьи: Зоран Сутулович, Владислав Исаченко, Эрнад Карович |
| 18 ноября 2014 18:00 | Отчёт | Уолтен Лемон 5             | Передачи | Танель Курбас 6 | «Сентей Арена», Кёрменд Зрителей: 1 100 Судьи: Зоран Сутулович, Владислав Исаченко, Эрнад Карович |

| 19 ноября 2014 18:00 | Отчёт | Энергия Ровинари                 | 72:67    | Академик                    | Дворец спорта Тыргу-Жиу, Тыргу-Жиу Зрителей: 900 Судьи: Антонис Деметриу, Чаба Циффра, Зоран Митровски |
| 19 ноября 2014 18:00 | Отчёт | 22:16, 12:16, 12:14, 9:4         |          |                             | Дворец спорта Тыргу-Жиу, Тыргу-Жиу Зрителей: 900 Судьи: Антонис Деметриу, Чаба Циффра, Зоран Митровски |
| 19 ноября 2014 18:00 | Отчёт | Портер Труп 17                   | Очки     | Терри Смит 21               | Дворец спорта Тыргу-Жиу, Тыргу-Жиу Зрителей: 900 Судьи: Антонис Деметриу, Чаба Циффра, Зоран Митровски |
| 19 ноября 2014 18:00 | Отчёт | Михал Кремен, Ларри Тёрнер по 11 | Подборы  | Бруно Сундов 11             | Дворец спорта Тыргу-Жиу, Тыргу-Жиу Зрителей: 900 Судьи: Антонис Деметриу, Чаба Циффра, Зоран Митровски |
| 19 ноября 2014 18:00 | Отчёт | Михал Кремен 5                   | Передачи | Терри Смит, Шаро Карри по 4 | Дворец спорта Тыргу-Жиу, Тыргу-Жиу Зрителей: 900 Судьи: Антонис Деметриу, Чаба Циффра, Зоран Митровски |

### 4-й тур
| 2 декабря 2014 18:00 | Отчёт | Кёрменд                                      | 63:76    | Академик        | «Сентей Арена», Кёрменд Зрителей: 1 100 Судьи: Антон Махлин, Петр Груша, Сергей Тысленко |
| 2 декабря 2014 18:00 | Отчёт | 11:17, 16:24, 23:19, 13:16                   |          |                 | «Сентей Арена», Кёрменд Зрителей: 1 100 Судьи: Антон Махлин, Петр Груша, Сергей Тысленко |
| 2 декабря 2014 18:00 | Отчёт | Марко Попадич 16                             | Очки     | Чарльз Томас 20 | «Сентей Арена», Кёрменд Зрителей: 1 100 Судьи: Антон Махлин, Петр Груша, Сергей Тысленко |
| 2 декабря 2014 18:00 | Отчёт | Райан Ричардс 8                              | Подборы  | Чарльз Томас 8  | «Сентей Арена», Кёрменд Зрителей: 1 100 Судьи: Антон Махлин, Петр Груша, Сергей Тысленко |
| 2 декабря 2014 18:00 | Отчёт | Райан Ричардс, Бела Соньяк, Норберт Тот по 2 | Передачи | Шаро Карри 9    | «Сентей Арена», Кёрменд Зрителей: 1 100 Судьи: Антон Махлин, Петр Груша, Сергей Тысленко |

| 2 декабря 2014 19:00 | Отчёт | Тарту                     | 66:59    | Энергия Ровинари               | Дворец спорта Тартуского университета, Тарту Зрителей: 1 800 Судьи: Хейдн Джонс, Жоан Жанно, Венсан Делестрее |
| 2 декабря 2014 19:00 | Отчёт | 12:16, 11:8, 20:20, 23:15 |          |                                | Дворец спорта Тартуского университета, Тарту Зрителей: 1 800 Судьи: Хейдн Джонс, Жоан Жанно, Венсан Делестрее |
| 2 декабря 2014 19:00 | Отчёт | Тимо Айхфусс 18           | Очки     | Неманья Милошевич 18           | Дворец спорта Тартуского университета, Тарту Зрителей: 1 800 Судьи: Хейдн Джонс, Жоан Жанно, Венсан Делестрее |
| 2 декабря 2014 19:00 | Отчёт | Тимо Айхфусс 8            | Подборы  | Неманья Милошевич 10           | Дворец спорта Тартуского университета, Тарту Зрителей: 1 800 Судьи: Хейдн Джонс, Жоан Жанно, Венсан Делестрее |
| 2 декабря 2014 19:00 | Отчёт | Танел Сокк 3              | Передачи | Джордан Уотсон, Портер Трупе 4 | Дворец спорта Тартуского университета, Тарту Зрителей: 1 800 Судьи: Хейдн Джонс, Жоан Жанно, Венсан Делестрее |

### 5-й тур
| 9 декабря 2014 17:45 | Отчёт | Академик                   | 73:75    | Тарту                                 | «Армеец», София Зрителей: 300 Судьи: Эмин Могулкоч, Алфред Йовович, Алия Феревски |
| 9 декабря 2014 17:45 | Отчёт | 18:17, 16:15, 20:21, 19:22 |          |                                       | «Армеец», София Зрителей: 300 Судьи: Эмин Могулкоч, Алфред Йовович, Алия Феревски |
| 9 декабря 2014 17:45 | Отчёт | Чарльз Томас 20            | Очки     | Янар Талтс 17                         | «Армеец», София Зрителей: 300 Судьи: Эмин Могулкоч, Алфред Йовович, Алия Феревски |
| 9 декабря 2014 17:45 | Отчёт | Чарльз Томас 8             | Подборы  | Янар Талтс, Аугустас Печюкявичюс по 7 | «Армеец», София Зрителей: 300 Судьи: Эмин Могулкоч, Алфред Йовович, Алия Феревски |
| 9 декабря 2014 17:45 | Отчёт | Шэрод Карри 6              | Передачи | Аугустас Печюкявичюс 5                | «Армеец», София Зрителей: 300 Судьи: Эмин Могулкоч, Алфред Йовович, Алия Феревски |

| 9 декабря 2014 19:00 | Отчёт | Энергия Ровинари           | 73:72    | Кёрменд             | Дворец спорта Тыргу-Жиу, Тыргу-Жиу Зрителей: 800 Судьи: Петар Денковски, Йенер Йилмаз, Илиас Кунеллес |
| 9 декабря 2014 19:00 | Отчёт | 19:18, 15:22, 18:15, 21:17 |          |                     | Дворец спорта Тыргу-Жиу, Тыргу-Жиу Зрителей: 800 Судьи: Петар Денковски, Йенер Йилмаз, Илиас Кунеллес |
| 9 декабря 2014 19:00 | Отчёт | Неманья Милошевич 16       | Очки     | Райан Ричардс 25    | Дворец спорта Тыргу-Жиу, Тыргу-Жиу Зрителей: 800 Судьи: Петар Денковски, Йенер Йилмаз, Илиас Кунеллес |
| 9 декабря 2014 19:00 | Отчёт | Неманья Милошевич 13       | Подборы  | Райан Ричардс 10    | Дворец спорта Тыргу-Жиу, Тыргу-Жиу Зрителей: 800 Судьи: Петар Денковски, Йенер Йилмаз, Илиас Кунеллес |
| 9 декабря 2014 19:00 | Отчёт | Джордан Уотсон 5           | Передачи | Шарль Эни-Бюржесс 8 | Дворец спорта Тыргу-Жиу, Тыргу-Жиу Зрителей: 800 Судьи: Петар Денковски, Йенер Йилмаз, Илиас Кунеллес |

### 6-й тур
| 16 декабря 2014 19:00 | Отчёт | Тарту                      | 81:83    | Кёрменд                               | Дворец спорта Тартуского университета, Тарту Зрителей: 1 600 Судьи: Крис Доддс, Дариуш Запольский, Станислав Кучера |
| 16 декабря 2014 19:00 | Отчёт | 21:13, 24:34, 17:18, 19:18 |          |                                       | Дворец спорта Тартуского университета, Тарту Зрителей: 1 600 Судьи: Крис Доддс, Дариуш Запольский, Станислав Кучера |
| 16 декабря 2014 19:00 | Отчёт | Янар Талтс 17              | Очки     | Райан Ричардс 20                      | Дворец спорта Тартуского университета, Тарту Зрителей: 1 600 Судьи: Крис Доддс, Дариуш Запольский, Станислав Кучера |
| 16 декабря 2014 19:00 | Отчёт | Янар Талтс 9               | Подборы  | Райан Ричардс, Шарль-Эни Бюржесс по 6 | Дворец спорта Тартуского университета, Тарту Зрителей: 1 600 Судьи: Крис Доддс, Дариуш Запольский, Станислав Кучера |
| 16 декабря 2014 19:00 | Отчёт | Янар Талтс 4               | Передачи | Марко Попадич 8                       | Дворец спорта Тартуского университета, Тарту Зрителей: 1 600 Судьи: Крис Доддс, Дариуш Запольский, Станислав Кучера |

| 16 декабря 2014 20:30 | Отчёт | Академик                   | 97:74    | Энергия Ровинари    | «Армеец», София Зрителей: 200 Судьи: Милан Мажич, Зафер Йилмаз, Сергей Беляков |
| 16 декабря 2014 20:30 | Отчёт | 27:20, 25:19, 20:22, 25:13 |          |                     | «Армеец», София Зрителей: 200 Судьи: Милан Мажич, Зафер Йилмаз, Сергей Беляков |
| 16 декабря 2014 20:30 | Отчёт | Терри Смит 27              | Очки     | Портер Трауп 24     | «Армеец», София Зрителей: 200 Судьи: Милан Мажич, Зафер Йилмаз, Сергей Беляков |
| 16 декабря 2014 20:30 | Отчёт | 3 игрока по 4              | Подборы  | Неманья Милошевич 6 | «Армеец», София Зрителей: 200 Судьи: Милан Мажич, Зафер Йилмаз, Сергей Беляков |
| 16 декабря 2014 20:30 | Отчёт | Шэрод Карри 7              | Передачи | Джордан Уотсон 7    | «Армеец», София Зрителей: 200 Судьи: Милан Мажич, Зафер Йилмаз, Сергей Беляков |